# Stevan Branovački
Stevan Branovački (en serbe cyrillique : Стеван Брановачки ; né à Senta le 13 juin 1804 et mort à Novi Sad le 8 février 1880), membre de la famille des Branovački, une noble famille militaire serbe, est un avocat et un homme politique serbe. Il a été maire de Novi Sad, l'actuelle capitale de la province autonome de Voïvodine en Serbie. Il a également été président de la Matica srpska, l'institution culturelle la plus importante des Serbes de l'Autriche-Hongrie, et l'un des fondateurs du Théâtre national serbe de Novi Sad.

## Biographie
Stevan Branovački est enterré dans le cimetière de la Dormition de Novi Sad ; sa tombe fait partie d'un ensemble de 24 tombes de personnalités historiques, culturelles et politiques inscrites sur la liste des monuments culturels protégés (n° d'identifiant SK 1588).

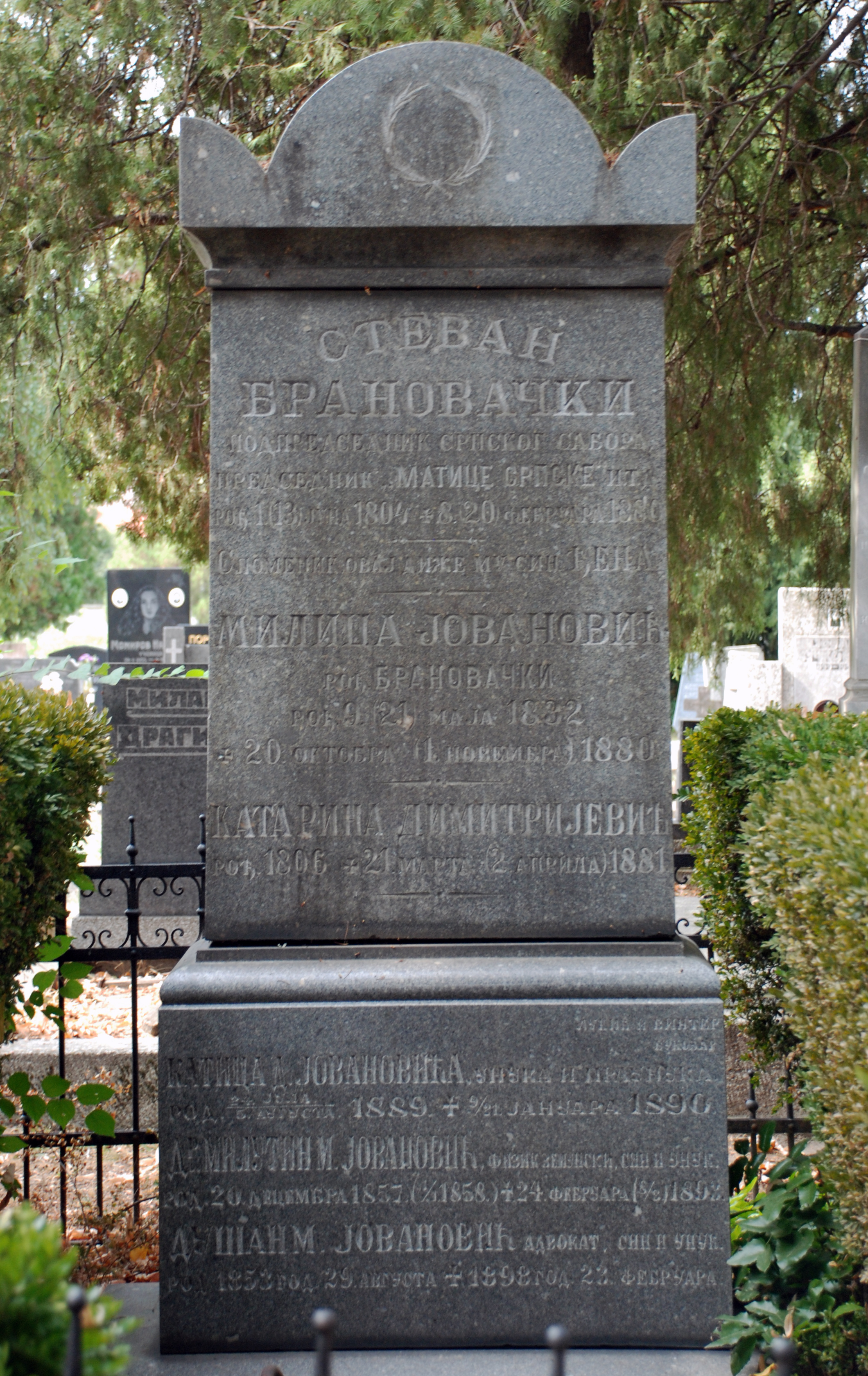
La tombe de Stevan Branovački dans le cimetière de la Dormition à Novi Sad